# فینال سوپرجام ایتالیا ۲۰۲۵
فینال سوپرجام ایتالیا ۲۰۲۵ سی و هفتمین دورهٔ مسابقهٔ سوپر جام فوتبال ایتالیا است همچنین دومین دورهه ای است که این جام به صورت یک تورنومنت چهار جانبه میان قهرمانان و نایب قهرمانان سری آ و کوپا ایتالیا برگزار شد.در پایان باشگاه فوتبال آ.ث. میلان برای هشتمین بار فاتح این جام شد.

## منبع
1. ↑  "Lega Serie A agree new format for Supercoppa from 2024". Football Italia. 13 March 2023. Retrieved 28 April 2023.